# Школьний (Сисертський міський округ)
Шко́льний (рос. Школьный) — селище у складі Сисертського міського округу Свердловської області.
Населення — 122 особи (2010, 186 у 2002).
Національний склад населення станом на 2002 рік: росіяни — 89 %.
Стара назва — Шевелєвка.